# Periquito

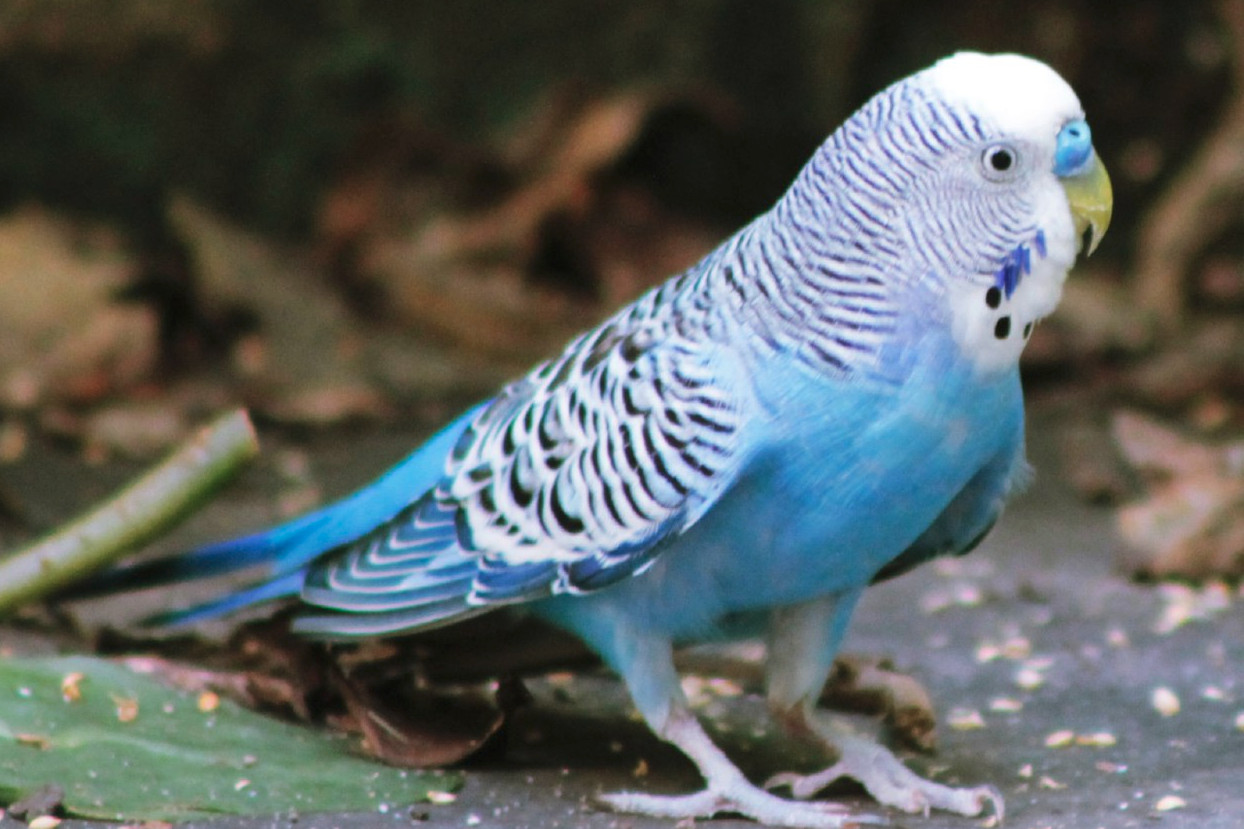
Periquito australiano azul

Periquito é o nome comum de várias espécies pertencentes à família Psittacidae que se alimenta essencialmente de sementes. O nome não corresponde a nenhuma classe taxonómica e é usado para referir as aves menores deste grupo.
No livro " Parrots of the World" -"Papagaios do Mundo" de Joseph M.Forshaw, é citado o nome científico Melopsittacus undulatus para os periquitos de acordo com a taxonomia. Na classe taxonômica,  têm-se a ordem Psittaciformes,para a família Psittacidae que corresponde a uma grande família de mais de 350 espécies ( entre elas, papagaios, araras, lóris).

## História

### Na natureza

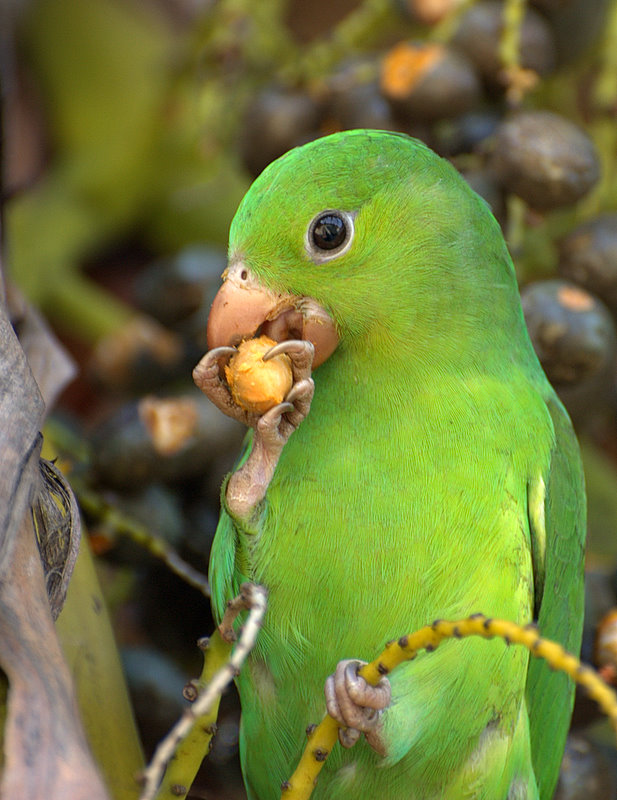
Periquito-rico ou Periquito-verde (Brotogeris tirica), ave endêmica do Brasil, alimentando-se de coquinhos, frutos da palmeira Jerivá (Syagrus romanzoffiana).

Os periquitos vivem nas regiões de pastagens naturais na Austrália. A cor natural era o verde claro, mas após várias gerações foram surgindo  várias cores.Isso ocorreu através das mutações genéticas.

### Até à Europa
Em 1840, John Gould trouxe para Inglaterra periquitos de cor verde claro. Os periquitos foram aves que se adaptaram muito bem às gaiolas e assim ganharam grande popularidade entre os criadores de aves. Nos primeiros anos de criação destas aves só havia de cor verde-claro, tendo depois surgido o amarelo e daí o amarelo de olhos vermelhos (lutino). Daí em diante apareceram os azuis celestes. Depois apareceram várias tonalidades de verdes, azuis, amarelos, havendo depois os malhados recessivos.
O periquito-de-asa-amarela (ou periquito-de-encontro-amarelo) (Brotogeris versicolorus chiriri) pode ser visto em parques e áreas abertas.

### Actualidade

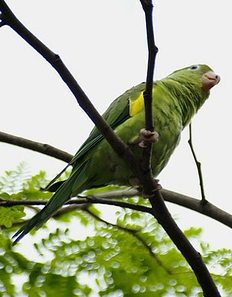
Periquito de Encontro Amarelo ou Periquito de Asa Amarela (Brotogeris chiriri) (imagem), No ambiente urbano, são encontradas em parques e áreas abertas.

Hoje em dia há periquitos de todas as cores inclusive preto, descoberto por volta do início deste século.

### Alguns gêneros e espécies
- Gênero Agapornis
- Gênero Aratinga
- Gênero  Brotogeris
- Gênero Guaruba
  - Arara-juba (Guaruba guarouba)
- Gênero Melopsittacus
  - Periquito-comum ou periquito-australiano (Melopsittacus undulatus)
- Gênero Myiopsitta
  - Periquito-monge (Myiopsitta monachus)
- Gênero Psittacula
  - Periquito-de-colar (Psittacula krameri)
- Gênero Poicephalus
  - Periquito-da-guiné (Poicephalus senegalus)